# Rascló de Zapata
El rascló de Zapata (Mustelirallus cerverai) és una espècie d'ocell de la família dels ràl·lids (Rallidae) que habita únicament a la Ciénaga de Zapata, a l'oest de Cuba.

## Taxonomia
Ubicat tradicionalment al monotípic gènere Cyanolimnas Barbour et Peters, JL, 1927, ha estat inclòs a Mustelirallus arran treballs com ara Brown et al. 2022